# Jill Schwikert
Jill Schwikert (19 maggio 1954) è un'ex tennista statunitense.
Anche sua sorella Joy è stata una tennista.

## Carriera
Nei tornei del Grande Slam ha ottenuto il suo miglior risultato raggiungendo i quarti di finale di doppio agli Australian Open nel 1974, in coppia con sua sorella Joy.